# Mohamed Suleiman
Pour les articles homonymes, voir Suleiman.
Mohamed Suleiman (Arabe : محمد سليمان), né le 23 novembre 1969, est un athlète qatari spécialiste des épreuves de demi-fond.

## Carrière sportive
Il fait ses débuts sur la scène internationale lors des Jeux olympiques de 1988 à Séoul en étant éliminé dès les séries du 1 500 mètres. En 1991, il se classe 9e de la finale du 1 500 m des Championnats du monde de Tokyo. Il obtient le meilleur résultat de sa carrière en remportant sur la même distance la médaille de bronze des Jeux olympiques de 1992 de Barcelone, terminant avec le temps de 3 min 40 s 69 derrière l'Espagnol Fermín Cacho et le Marocain Rachid El Basir. Suleiman devient à cette occasion le premier sportif qatari de l'histoire vainqueur d'une médaille olympique. Il remporte en fin de saison 1992 le 1 500 m de la Coupe du monde des nations de La Havane au titre de l'équipe d'Asie.
En 1993, Mohamed Suleiman échoue au pied du podium du 1 500 m des Mondiaux de Stuttgart et obtient une nouvelle place de quatrième (sur 3 000 mètres) à l'occasion des Championnats du monde en salle de 1995 à Barcelone. Il participe par la suite à de nouvelles finales lors des Championnats du monde en plein air, terminant sur 1 500 m 7e à Göteborg en 1995 et 6e à Athènes en 1997 ou des Jeux olympiques (9e à Atlanta en 1996).
La meilleure performance de sa carrière sur 1 500 m est de 3 min 32 s 10, réalisée le 13 août 1997 lors du Meeting de Zürich.

## Records
- 1000 m : 2 min 18 s 91 (Lindau, le 28/07/1995)
- 1500 m : 3 min 32 s 10 (Zürich, le 13/08/1997)
- Mile :	3 min 51 s 12 (Zürich, le 16/08/1995)
- 2000 m	: 4 min 55 s 57 (Rome, le 08/06/1995)
- 3000 m : 7 min 38 s 20 (Berlin, 27/08/1993)
- 5000 m : 13 min 24 s 22 (Heusden, le 05/08/2000)

## Palmarès
| Date | Compétition                 | Lieu         | Résultat | Épreuve         |
| ---- | --------------------------- | ------------ | -------- | --------------- |
| 1986 | Jeux asiatiques             | Séoul        | 3e       | 1 500 m         |
| 1986 | Championnats d'Asie juniors | Jakarta      | 2e       | 1 500 m         |
| 1988 | Championnats d'Asie juniors | Singapour    | 1er      | 1 500 m         |
| 1988 | Championnats d'Asie juniors | Singapour    | 3e       | 2 000 m steeple |
| 1989 | Championnats panarabes      | Le Caire     | 3e       | 3 000 m steeple |
| 1989 | Championnats d'Asie         | New Delhi    | 3e       | 1 500 m         |
| 1989 | Championnats d'Asie         | New Delhi    | 3e       | 3 000 m steeple |
| 1990 | Jeux asiatiques             | Pékin        | 1er      | 1 500 m         |
| 1990 | Jeux asiatiques             | Pékin        | 1er      | 5 000 m         |
| 1991 | Championnats panarabes      | Lattaquié    | 1er      | 1 500 m         |
| 1991 | Championnats d'Asie         | Kuala Lumpur | 1er      | 1 500 m         |
| 1991 | Championnats d'Asie         | Kuala Lumpur | 1er      | 5 000 m         |
| 1992 | Jeux olympiques             | Barcelone    | 3e       | 1 500 m         |
| 1992 | Jeux panarabes              | Lattaquié    | 1er      | 1 500 m         |
| 1992 | Jeux panarabes              | Lattaquié    | 1er      | 5 000 m         |
| 1992 | Coupe du monde des nations  | La Havane    | 1er      | 1 500 m         |
| 1993 | Championnats panarabes      | Lattaquié    | 1er      | 800 m           |
| 1993 | Championnats panarabes      | Lattaquié    | 1er      | 5 000 m         |
| 1994 | Coupe du monde des nations  | Londres      | 3e       | 1 500 m         |
| 1994 | Jeux asiatiques             | Hiroshima    | 1er      | 1 500 m         |
| 1995 | Championnats panarabes      | Le Caire     | 1er      | 800 m           |
| 1995 | Championnats d'Asie         | Jakarta      | 2e       | 800 m           |
| 1995 | Championnats d'Asie         | Jakarta      | 1er      | 1 500 m         |
| 1997 | Jeux panarabes              | Beyrouth     | 2e       | 1 500 m         |
| 1997 | Championnats panarabes      | Taëf         | 2e       | 1 500 m         |
| 1998 | Championnats d'Asie         | Fukuoka      | 1er      | 1 500 m         |
| 1998 | Jeux asiatiques             | Bangkok      | 1er      | 1 500 m         |
| 1998 | Jeux asiatiques             | Bangkok      | 1er      | 5 000 m         |
| 2000 | Championnats d'Asie         | Jakarta      | 1er      | 1 500 m         |
| 2000 | Championnats d'Asie         | Jakarta      | 3e       | 5 000 m         |

## Sources
- (en) Cet article est partiellement ou en totalité issu de l’article de Wikipédia en anglais intitulé « Mohamed Suleiman » (voir la liste des auteurs).